# Palpimanus potteri
Espèce
Palpimanus potteri est une espèce d'araignées aranéomorphes de la famille des Palpimanidae.

## Distribution
Cette espèce est endémique du KwaZulu-Natal en Afrique du Sud,.

## Description
La femelle holotype mesure 7,8 mm.

## Étymologie
Cette espèce est nommée en l'honneur de Harold Potter.

## Publication originale
- Lawrence, 1937 : A collection of Arachnida from Zululand. Annals of the Natal Museum, vol. 8, p. 211-273 (texte intégral).